# 올림픽 노르웨이 선수단
올림픽 노르웨이 선수단은 노르웨이를 대표하여 올림픽에 참가하는 선수단이다. 노르웨이는 1900년 하계 올림픽에 처음 참가했으며, 그 이후 미국이 주도한 보이콧에 참여한 1980년 모스크바 하계 올림픽과 이전에 생각했던 대로 1904년 미국 세인트 루이스에서 열린 올림픽을 제외하고는 모든 게임에 선수들을 파견했다. 그러나 21세기 초, 1904년 하계 올림픽에서 이전에 메달을 미국에 귀속시켰던 노르웨이 출신의 미국 주재 레슬링 선수 찰스 에릭센(Charles Ericksen)과 베른호프 한센(Bernhoff Hansen)이 대회 당시에도 여전히 노르웨이 시민권을 보유하고 있다는 사실이 밝혀졌다. 이들은 레슬링 웰터급과 헤비급에서 각각 금메달을 획득했다.
노르웨이 선수들은 하계 올림픽에서 총 160개의 메달을 획득했으며, 항해와 사격이 메달을 가장 많이 획득하는 스포츠이다. 동계 올림픽에서 노르웨이는 금메달 148개를 포함해 총 405개의 메달을 획득했는데, 이는 동계 올림픽 역사상 다른 어떤 국가보다 훨씬 많은 수치이다. 메달의 절반 이상이 크로스컨트리 스키와 스피드 스케이팅에서 나왔다(예전에는 종목의 절반이었다). 노르웨이는 오스트리아, 리히텐슈타인과 함께 하계 올림픽보다 동계 올림픽에서 더 많은 메달을 획득한 단 세 국가 중 하나이다.
노르웨이 국가 올림픽 위원회는 1900년에 창설되어 승인되었다.

## 같이 보기
- 분류:노르웨이의 올림픽 참가 선수